# Le Choix d'Hercule
Le Choix d'Hercule ou Hercule à la croisée des chemins est une peinture à l'huile sur toile datant de 1596 réalisée par l'artiste baroque italien Annibale Carracci. Elle est conservée au musée de Capodimonte de Naples. 

## Historique
Annibale Carracci, qui est à Rome à la fin de l'année 1595 ou au début de 1596, au service du cardinal Édouard Farnèse, est chargé par celui-ci de ce travail pour le plafond de son camerino situé dans le Palais Farnèse. L'importance accordée à la contemplation et à une vie vertueuse, à la suite de la nomination du jeune Édouard aux fonctions de cardinal, permet de penser que cette pièce était son bureau.
Hercule à la croisée des chemins est à l'origine placé au centre de la voûte du Camerino et constitue le point culminant de la décoration de la pièce, qui par ailleurs est peinte à fresque. Le cycle décoratif, représentant les Histoires d'Hercule et d'autres héros, dont le créateur est l'humaniste Fulvio Orsini, est dédié à la célébration de la Vertu et de sa victoire sur le Vice.
L'œuvre fait l'objet d'une description précise et élogieuse, une véritable ekphrasis, par Giovanni Pietro Bellori dans le chapitre consacré à Annibale Carracci dans ses Vies (1672).
En 1662, le tableau est retiré de son emplacement d'origine, où il est remplacé par une modeste copie, et envoyé au siège ducal des Farnèse, à Parme. Au XVIIIe siècle, il arrive à Naples avec les autres œuvres de la collection Farnèse, où il est encore conservé au musée de Capodimonte.

## Iconographie et description

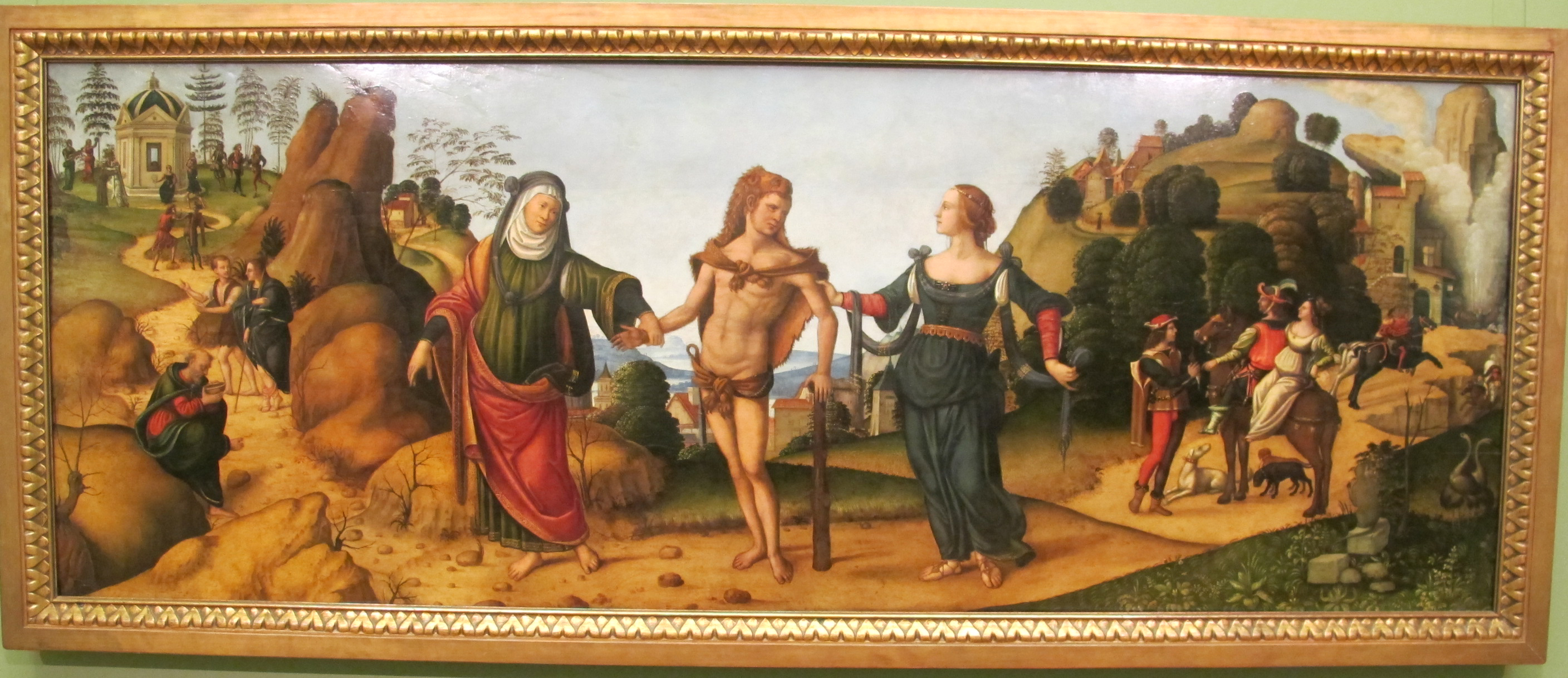
Niccolò Soggi, Hercule à la croisée des chemins, XVIe siècle, l'un des différents précédents de la Renaissance en matière de traduction picturale de la fable philosophique de Prodicos de Céos.

Le thème iconographique de la scène principale du cycle du Camerino, à savoir Hercule à la croisée des chemins, dont on trouve déjà de nombreux exemples à l'époque de la Renaissance, dérive d'une fable du philosophe grec Prodicos de Céos, qui vécut entre les Ve et IVe siècles av. J.-C., fable qui nous est rapportée par Xénophon, dans les Mémorables. Dans la fable de Prodicos, deux femmes apparaissent à Hercule adolescent, alors qu'il se demande s'il doit consacrer sa vie à la vertu ou au plaisir, dont la première se présente comme Vertu et l'autre comme Bonheur (ou, pour ceux qui lui sont hostiles, Dépravation). Chacune expose au jeune héros les avantages du choix de vie qu'elle personnifie, en essayant de le convaincre de suivre le chemin qu'elle lui montre.
Dans la toile de Carracci, qui reprend cet apologue antique, un vigoureux Hercule — dans lequel il faut identifier le commanditaire du tableau, Édouard Farnèse lui-même — est représenté à l'orée d'un bois, avec deux personnifications allégoriques qui l'accompagnent, et qui représentent les destins opposés que la vie pourrait lui réserver : à gauche, Vertu l'appelle à suivre le plus dur chemin, celui qui conduit à la gloire à travers les difficultés ; à droite, la seconde femme lui présente les plaisirs de la vie, la voie la plus facile, l'incitant au vice, Voluttà comme l'appelle Giovanni Pietro Bellori (m. 1696.9).
La première est vêtue décemment de bleu pâle et de rouge, et, tout en tenant un parazonium, elle indique à Hercule une ascension ardue par un chemin escarpé et rocailleux qui serpente dans un paysage désolé — à savoir le pénible chemin de la vertu — au bout duquel se trouve Pégase, la récompense d'Hercule, tour à tour symbole de vertu et moyen d'ascension au ciel, mais aussi emblème de la famille Farnèse. À ses pieds se trouve un poète couronné de laurier, prêt à déclamer les hauts faits du héros s'il choisit la bonne direction.
Volupté, quant à elle, est à moitié nue, recouverte légèrement de voiles diaphanes. Elle montre à Hercule-Édouard un chemin plat et fleuri, où l'on voit des instruments et des partitions de musique, des cartes à jouer et des masques de théâtre, autant d'allusions aux plaisirs de la vie, mais aussi au caractère trompeur (les masques) de ces occupations vides de sens.
Le jeune héros semble indécis quant au chemin à choisir, son corps penchant vers la voie du plaisir,  mais son regard de côté — la fenêtre de l'âme — étant dirigé vers Vertu, ce qui laisse entendre qu'il empruntera finalement ce chemin. Enfin, derrière Hercule, on aperçoit un palmier, symbole de la victoire militaire et de la gloire, et allusion à la future vie héroïque d'Hercule.

## Analyse

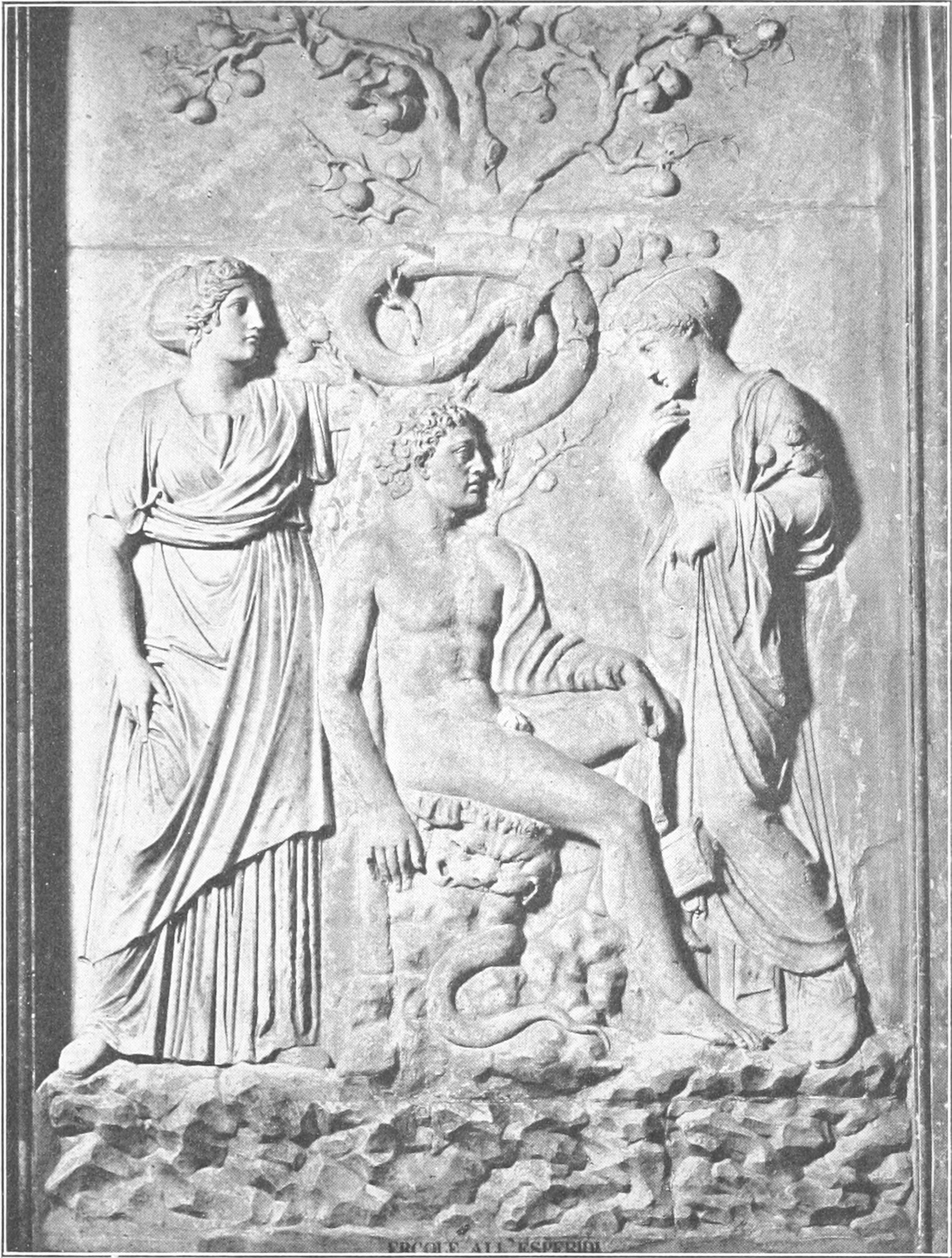
Hercules et les Hespérides, Villa Albani, Rome.

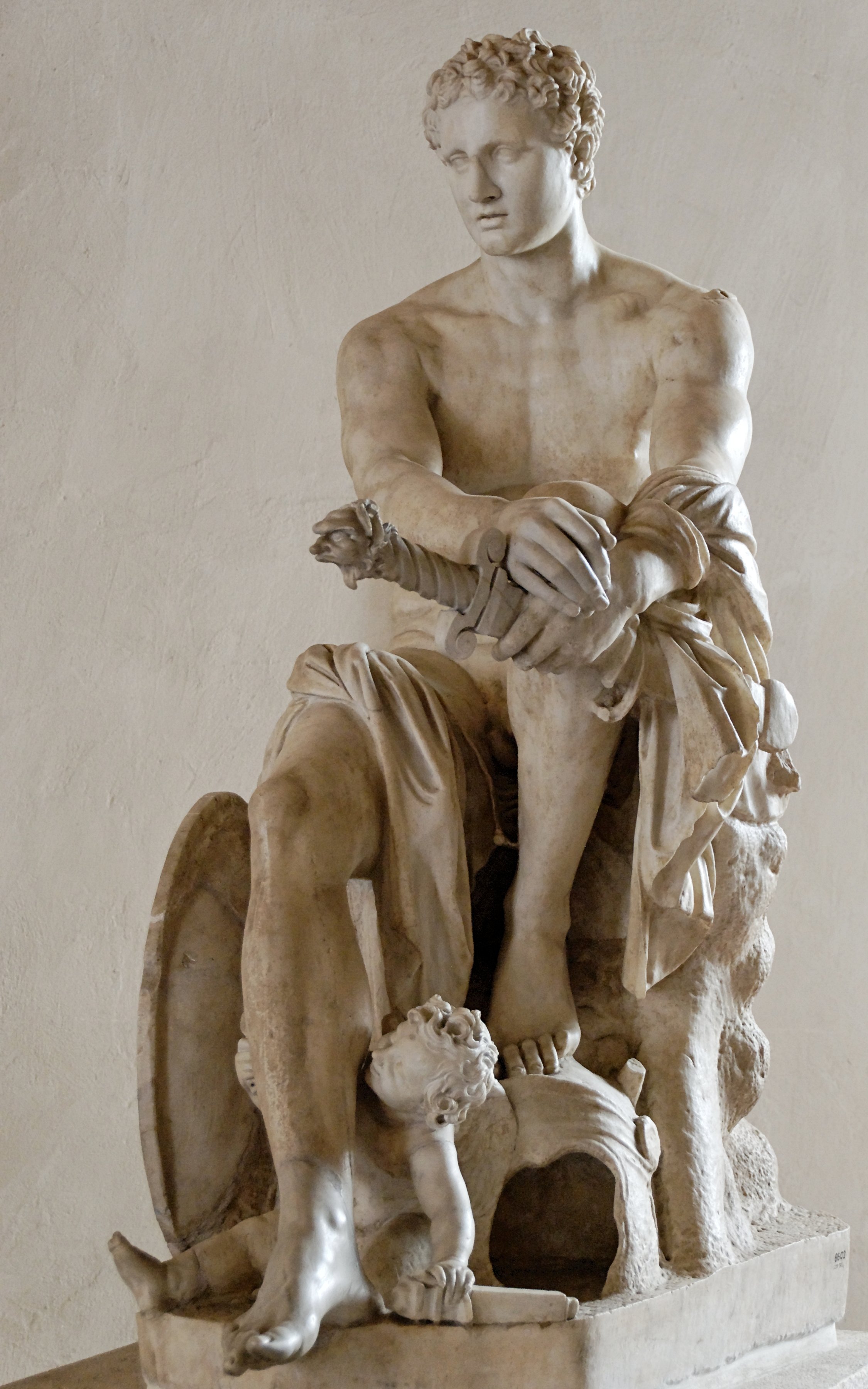
Ares Ludovisi, copie antonine d'un original hellénistique, Palais Altemps, Rome.

Stylistiquement, l'œuvre reflète un moment de transition dans la peinture d'Annibale, à la suite de son arrivée à Rome. Les figures d'Hercule, de Vertu et du poète, avec leur solidité sculpturale, démontrent déjà l'incorporation d'une influence classique et sont probablement le fruit des premières réflexions du peintre sur la statuaire antique : le poète évoque une divinité fluviale, Vertu une divinité olympique, et Hercule fait référence à des sculptures célèbres comme l'Hercule Farnèse, le Groupe du Laocoon, des statues de la collection d'antiquités du palais Farnèse qu'Annibale a étudié lors de son séjour au début du siècle, et l'Ares Ludovisi, alors que Voluttà sinueuse et sensuelle semble encore liée à un modèle vénitien (une assonance avec l’ange du Repos pendant la Fuite en Égypte de Caravage est perceptible dans la Voluttà d’Annibale) ; on y perçoit aussi un précédent figuratif romain proposé dans la jeune femme vêtue de blanc qui apparaît (en bas à droite) dans la fresque de Tommaso Laureti, représentant la Justice de Brutus.
Comme le souligne Erwin Panofsky, qui a consacré une longue analyse à la peinture d’Annibale dans un essai de 1930, Hercule à la croisée des chemins et autres matériaux figuratifs de l'Antiquité dans l'art plus récent, au niveau de la composition, la peinture farnésienne du Camerino dérive d'un relief romain de l'époque d'Auguste (copie d'un original grec) représentant Hercule parmi les Hespérides , appartenant aujourd'hui à la collection de la Villa Albani. La position assise d'Hercule et sa nudité, sa localisation spatiale entre deux figures féminines face à face, la présence de l'arbre derrière le héros, sont autant d'éléments de ce relief que l'on retrouve dans la toile d’Annibale.
Panofsky montre par ailleurs comment Hercule à la croisée des chemins d'Annibale Carrache est devenu la référence canonique pour la majorité des peintres qui se sont ensuite attaqués à ce thème. La position assise d'Hercule, le geste indiquant Vertu, les masques trompeurs aux pieds de Volupté, sont des éléments qui, à partir d’Annibale Carrache, deviendront très fréquents dans les représentations de la fable prodicienne.
L'œuvre est considérée comme l'un des chefs-d'œuvre de Carrache pour son rendu équilibré d'un idéal poétique, graphiquement influencé par le contact de l'artiste avec les fresques de Michel-Ange à la Chapelle Sixtine et des oeuvres  de la Rome classique, comme l'Hercule Farnèse ou le Groupe du Laocoon.

## Exposition
Cette peinture est exposée dans le cadre de l'exposition Naples à Paris. Le Louvre invite le musée de Capodimonte, au musée du Louvre du 7 juin 2023 au 8 janvier 2024.

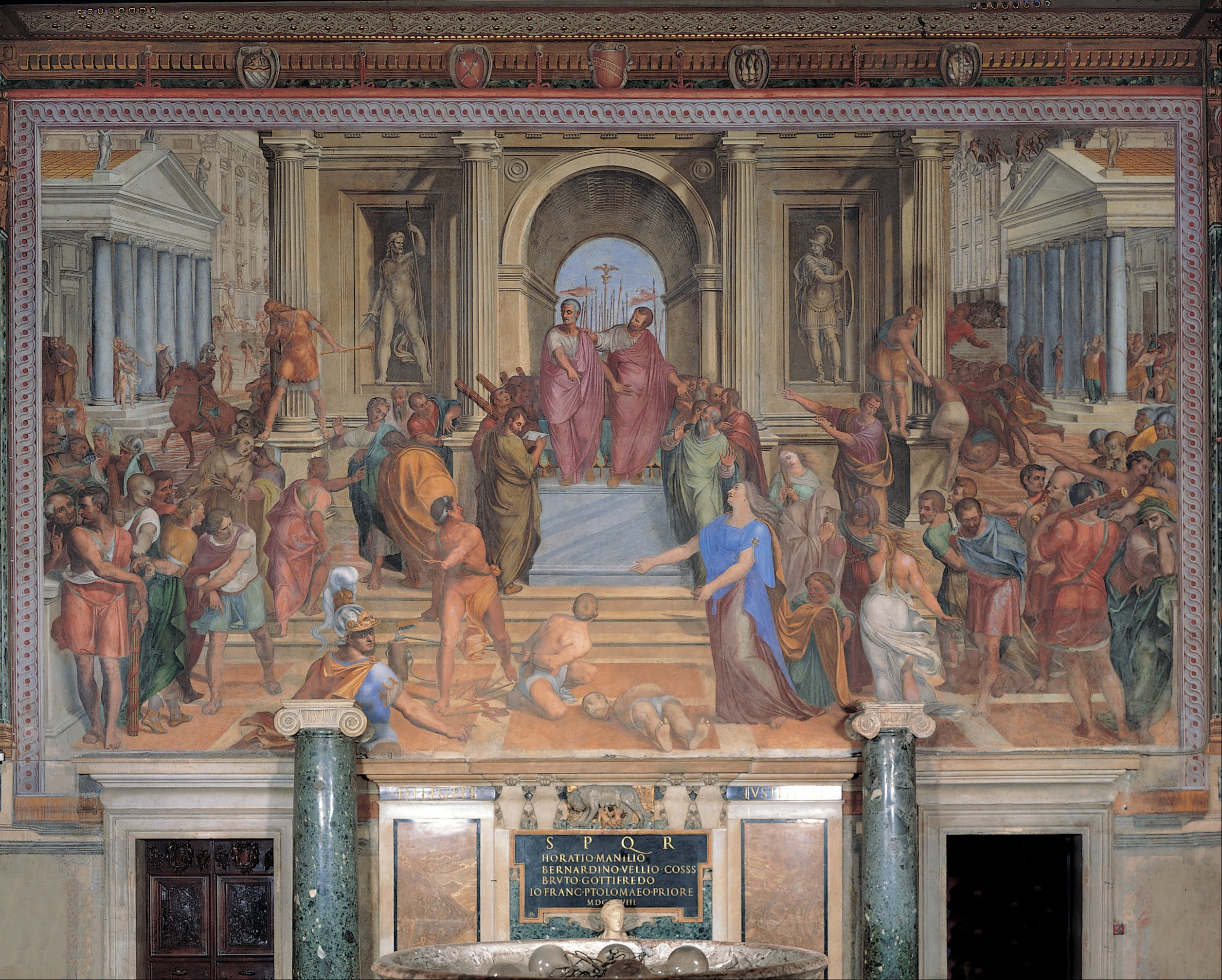
Tommaso Laureti, Justice de Brutus, Musées du Capitole.